# John Kinsella (compositeur)
Pour l’article homonyme, voir John Kinsella.
John Kinsella (né le 8 avril 1932 à Dublin – mort le 9 novembre 2021 dans la même ville) est un compositeur irlandais. Ses œuvres ont été publiées par Chandos, Naxos et Toccata Classics.

## Œuvres
- 10 symphonies
- Concertos
- Quatuors à cordes

## Discographie
- Un CD de RTÉ Lyric regroupant la symphonie no 6, la symphonie no 7, Cúchulainn and Ferdia: Duel at the Ford et Prelude and Toccata for String Orchestra.
- Un CD de Chandos Contemporary Irish String Quartets (1995).
- Un CD de Naxos regroupant la symphonie no 3 Joie de vivre et la symphonie no 4 The Four Provinces.
- Un CD de Toccata Classics regroupant la symphonie no 5, sous-titrée The 1916 Poets (1992) en hommage à trois Irlandais tués lors de l’insurrection de 1916, et la symphonie no 10 (2010).
- Guitar Fantasy, John Feeley, RTÉ lyric fm CD 153 (CD, 2016).